# Соколов, Кирилл Сергеевич
Кири́лл Серге́евич Соколо́в (род. 9 июня 1989, Ленинград) — российский кинорежиссёр, сценарист и продюсер.

## Биография
Кирилл Соколов родился в 1989 году в Ленинграде. В 2006 году окончил Губернаторский физико-математический лицей № 30. После школы поступил на физико-технический факультет Санкт-Петербургского политехнического университета Петра Великого на кафедру физики твердого тела (бакалавриат). Магистратуру окончил в 2012 году по направлению «Физика и технология наноструктур». В 2013 году поступил на Высшие курсы сценаристов и режиссёров, на факультет режиссуры игрового фильма (мастерская Хотиненко, Финна и Фенченко).
Свой первый короткометражный фильм «Бывает и хуже» снял в 2011 году, в последующие годы были сняты еще три короткометражных фильма. Все они были хорошо приняты на российских и международных кинофестивалях.
В полнометражном кино дебютировал чёрной комедией «Папа, сдохни» в 2018 году. Фильм занял первое место в голосовании кинокритиков и выиграл главный приз фестиваля в конкурсе игрового кино на фестивале «Окно в Европу».
На 2022 год запланированы съемки картины «Один в океане», режиссером которой станет Соколов. Сюжет фильма основан на автобиографической книге советского океанолога Станислава Курилова «Один в океане. История побега». Главную роль сыграет Данила Козловский.
В августе 2022 года стало известно, что Соколов снимет триллер «Ультра» по сценарию Колина Бэннона для американской студии TriStar Pictures.

## Фильмография
| Год  |     | Название            | Роль                                    |
| ---- | --- | ------------------- | --------------------------------------- |
| 2011 | кор | Бывает и хуже       | режиссёр, сценарист                     |
| 2012 | кор | Сизиф счастлив      | режиссёр, сценарист, монтажер           |
| 2013 | кор | Исход (The Outcome) | режиссёр, сценарист, продюсер           |
| 2015 | кор | Огонь               | режиссёр, сценарист, монтажер, продюсер |
| 2018 | ф   | Папа, сдохни        | режиссёр, сценарист, монтажер, актёр    |
| 2021 | ф   | Оторви и выбрось    | режиссёр, сценарист                     |

## Награды и номинации
- 2013 — XVI международный фестиваль независимого кино «ДебоширФильм» — приз за лучший короткометражный фильм (фильм «Сизиф счастлив»)
- 2013 — IV фестиваль короткометражного кино «PROвзгляд» — приз за лучший сценарий, приз от постоянных зрителей «Самый лучший фильм за 5 лет» (фильм «Сизиф счастлив»)
- 2014 — VII фестиваль «АРТкино» — приз за лучший экспериментальный фильм (фильм «Исход»)
- 2015 — XIV международный Пекинской фестиваль студенческого кино и видео (ISFVF), Китай — специальный приз HUAYI Bros. Special Award, приз Silver International Student Film Award (фильм «Огонь»)
- 2018 — фестиваль Российского кино «Окно в Европу» — главный приз конкурса «Игровое кино. „Осенние премьеры“» (фильм «Папа, сдохни»)[7]